# Фридлейв I
Фридлейв I (дат. Fridleif) — легендарный король Дании по прозвищу Фридлейв Быстрый.
Упоминается только Саксоном Грамматиком в «Деяниях данов». Был преемником Дана III, сражался вместе с Хейрвиллом против норвежцев. Захватил Дублин, но потерял большую часть своего войска.
Фридлейву удалось захватить Дублин устроив в нем пожар с помощью голубей, хитрость, которую приписывают затем Гастингу, Харальду, княгине Ольге и еще нескольким историческим персонажам. Якобы защитники Дублина отвлеклись на тушение пожара и не смогли отбить очередной штурм. В Ирландских хрониках такой сюжет не упоминается. Скорее всего при описании этой хитрости Фридлейва спутали с Гастингом, который штурмовал город Дуна на Балтике, по созвучию с Дублином. Гастинг действительно взял много городов, но и в рассказах про него эта хитрость с голубями и пожаром скорее  всего заимствована из рассказов о Кевлине.
Его преемником стал сын Фродо III.